# Pic du Midi-observatoriet
Pic du Midi-observatoriet ligger på bjerget Pic du Midi de Bigorre, på den franske side af Pyrenæerne. Etableringen af observatoriet blev påbegyndt i 1878, og det stod færdig i sin første form i 1882, som en meteorologisk målestation.
Siden hen fik astronomer øje på installationen, som i dag rummer flere astronomiske teleskoper, samt en sendefacilitet for den statslige franske TV-distributionsenhed, TDF (Telediffusion Française).
I dag fungerer Pic du Midi primært som en turistattraktion, hvortil der er adgang enten via en svævebane fra La Mongie, eller til fods fra det berømte bjergpas Col du Tourmalet. Fra Pic du Midi er der på dage med klart vejr udsigt til alle bjerge i Pyrenæerne, samt til Mont Ventoux i øst.
Også danske forskere har fået øje på observatoriets beliggenhed – siden år 2000 har forskere fra DMI og nu også DNSC studeret tordenvejr og relaterede fænomener fra bjerget.